# Southern Sun / Ready Steady Go
Southern Sun / Ready Steady Go — двойной сингл Пола Окенфолда, выпущенный им в 2002 году в рамках альбома Bunkka, который вышел на лейбле Окенфолда Perfecto Records. Вокалистами в данном двойном сингле выступили Карла Вернер и Asher D соответственно. Позднее Tiesto сделал на трек ремикс и выпустил его на своем альбоме In Search of Sunrise 3: Panama, вышедшем также в 2002 году. Первоначальная версия и различные ремиксы включены в более чем 70 сборников.

## Клип
На песню был выпущен клип, который рассказывает о модели. Она падает в обморок во время фотосессии, а затем оказывается в лесу. Там она восстанавливает свою потерянную молодость, а затем путешествует в космосе, так же, как герои фильма Космическая одиссея 2001 года.

## Саундтрек
Песня использовалась в качестве саундтрека в ряде проектов. Сингл стал одним из официальных саундтреков следующих игр: Tiger Woods PGA Tour 2003, DDR Ultramix и Juiced. Он также стал официальным саундтреком к фильмам Громобой, Идентификация Борна и Соучастник.

## Чарты
| Страна/территория (Чарт)          | Высшая Позиция |
| --------------------------------- | -------------- |
| США (Hot Dance Club Songs)        | 9              |
| Великобритания (UK Singles Chart) | 16             |